# (2972) Niilo
(2972) Niilo es un asteroide perteneciente al cinturón de asteroides, descubierto el 7 de octubre de 1939 por Yrjö Väisälä desde el Observatorio de Iso-Heikkilä, en Turku, Finlandia.

## Designación y nombre
Designado provisionalmente como 1939 TB. Fue nombrado Niilo en honor a Niilo Anselmi Väisälä nieto del descubridor.